# EndNote
EndNote is software voor referentiebeheer die gebruikt wordt om bibliografieën en referenties te beheren en het schrijven van scripties en publicaties te vergemakkelijken. Het werd ontwikkeld door Thomson Reuters Scientific, dat nu Clarivate Analytics is. EndNote is beschikbaar voor Windows en macOS. De serienummers / productsleutels kunnen zowel voor de Windows- als Mac-versie gebruikt worden.

## Werking
EndNote groepeert citaten in databases, de zogenaamde 'libraries', met de bestandsextensie *.enl en een bijbehorende *.data map. Er zijn verschillende manieren om een referentie toe te voegen aan een library: handmatig, importeren via een online database of door een referentie te kopiëren uit een andere EndNote database (bv van een collega). Als de gebruiker een nieuwe referentie aanmaakt, dan kan hij via een drop-down menu het gewenste referentietype (boek, tijdschriftartikel, krantenartikel, manuscript etc.) selecteren. Een referentie bevat algemene velden (auteur, titel, jaar), maar ook velden die specifiek zijn voor het gekozen referentietype (bijvoorbeeld 'ISBN' voor boeken, 'Issue' voor tijdschriftartikel en 'Reporter' voor krantenartikel).
Met een netwerkversie kan men libraries op het netwerk opslaan en beheren. Hoewel meerdere mensen gelijktijdig een library kunnen inzien, kan een library maar door één persoon tegelijkertijd worden bewerkt.
EndNote heeft een zoekfunctionaliteit die het mogelijk maakt allerlei bibliografische databases, zoals PubMed en Web of Science, te doorzoeken en referenties te importeren. Daarnaast is het ook mogelijk om via de bibliografische databases zelf referenties te exporteren in een format dat in EndNote geopend kan worden. Dankzij deze functionaliteiten kan de gebruiker moeiteloos referenties aan zijn library toevoegen, zonder handmatig alle benodigde informatie en het uittreksel in te moeten voeren. Met de ‘full text locator’ kunnen zelfs de volledige teksten bij de referenties worden gezocht en gedownload.
Andersom is het ook mogelijk EndNote libraries te exporteren. Dat kan als platte tekst, Rich Text Format, HTML of XML.
EndNote biedt de mogelijkheid om per referentie tientallen attachments te koppelen. Bestanden kunnen simpelweg naar een referentie in de library worden gesleept, waarna ze automatisch in het 'File Attachment' veld verschijnen. Er wordt een link gecreëerd naar het oorspronkelijke bestand en desgewenst wordt er een kopie van het bestand aangemaakt in de .data map van de library.

## Cite While You Write
Naast de mogelijkheid om libraries te creëren, heeft EndNote ook een invoegtoepassing voor Word (2003/2004 en 2007/2008) die het mogelijk maakt om referenties in te voegen in een Word-document en het document in de juiste 'output style' op te maken. Voor Word heet deze invoegtoepassing Cite While You Write, maar er zijn soortgelijke functionaliteiten beschikbaar voor Pages '09 en WordPerfect. Sinds versie X 1.0.1 wordt ook het formatteren van OpenDocument bestanden (ODT) ondersteund, hiervoor kan de Format Paper optie worden gebruikt.
Wanneer een referentie in de tekst wordt ingevoegd, wordt aan het eind van het manuscript (of het hoofdstuk) automatisch een bibliografische lijst opgebouwd. De output style bepaalt de opmaak van de referenties en de bibliografische lijst en is erg belangrijk voor scripties en publicaties. EndNote heeft meer dan 3.500 output styles, daarnaast is het mogelijk eigen output styles te creëren.
Hier een voorbeeld van een referentie van een editie van Gray's Anatomy in verschillende output styles:
| Anthropos              | Gray, Henry 1910 Anatomy, descriptive and applied. Philadelphia: Lea & Febiger. [18th ed.] |
| APA 5th                | Gray, H. (1910). Anatomy, descriptive and applied (18th ed.). Philadelphia: Lea & Febiger. |
| MLA                    | Gray, Henry. Anatomy, Descriptive and Applied. 18th ed. Philadelphia: Lea & Febiger, 1910. |
| New England J Medicine | 1. Gray H. Anatomy, descriptive and applied. 18th ed. Philadelphia: Lea & Febiger; 1910.   |

## Overig
- Vanaf versie 8 is EndNote compatibel met Unicode.
- Sinds EndNote X3 worden alleen nog maar de 100 meest populaire output styles geïnstalleerd. Hierdoor wordt de installatietijd verkort en start EndNote sneller op. De overige output styles kunnen los, of als bundel, worden gedownload via de officiële Amerikaanse website van EndNote. Via deze site kunnen ook de meest recente importfilters en connectiebestanden worden gedownload. Er kan bij installatie ook worden gekozen voor een customized installatie, waarbij aangevinkt kan worden dat de complete sets worden geïnstalleerd.
- Bestaande output styles kunnen in EndNote worden geopend en bewerkt. Daarnaast kunnen nieuwe output styles worden gecreëerd.
- EndNote Web is de webgebaseerde variant van EndNote. Hiervan kan men gratis gebruikmaken als men een licentie van EndNote heeft aangeschaft. Hoewel EndNote Web de mogelijkheid biedt online libraries te creëren en te delen, zijn de mogelijkheden lang niet zo uitgebreid als de desktop variant van EndNote.
- EndNote libraries kunnen in Reference Manager worden geopend. Reference Manager databases kunnen in EndNote worden geopend.
- EndNote libraries kunnen in Citavi worden geopend.
- Een EndNote-library die op een Mac is gemaakt, kan in Windows worden geopend en vice versa.